# Jan II (cesarz Etiopii)
Jan II (zm. 7 października 1769) – cesarz Etiopii w 1769.
Był jednym z synów Jozue I Wielkiego. Osadzony, zgodnie ze zwyczajem, w Uehni Amba, usiłował zbiec. Za próbę ucieczki z tego tradycyjnego miejsca odosobnienia dynastów etiopskich, został, decyzją swojego brata, Bekaffy, pozbawiony ręki. Przez kilkadziesiąt lat nie odgrywał żadnej roli politycznej, poświęcał się natomiast twórczości literackiej i zgłębianiu teologii. W pierwszej połowie 1769, z inicjatywy rasa Mikaela Syula został wprowadzony na tron. Poślubił też Uelete Syllasje. Jako monarcha nie okazywał żadnego zainteresowania sprawami państwa, niechętnie pokazywał się publicznie czy wypełniał obowiązki reprezentacyjne. Został otruty z rozkazu dostojnika, któremu zawdzięczał koronę.